# NGC 1448

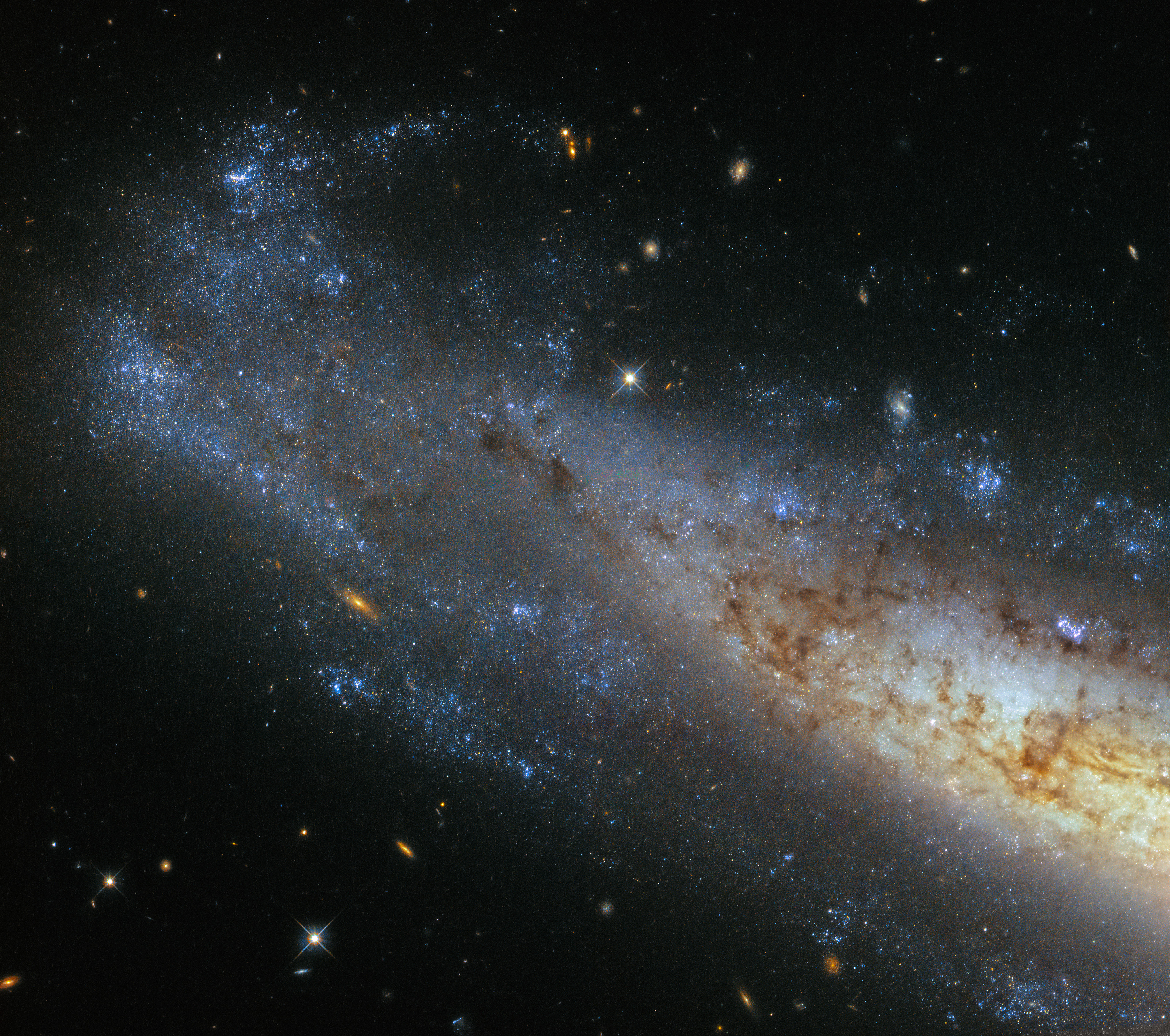
Dettaglio di NGC 1448 ripresa dal Telescopio spaziale Hubble

NGC 1448 (= NGC 1457) è una galassia a spirale non barrata situata nella costellazione dell'Orologio alla distanza di 49 milioni di anni luce dalla Terra.
La galassia è un componente del Gruppo di NGC 1433 che a sua volta, insieme al Gruppo di NGC 1672 e al Gruppo di NGC 1566, fa parte del Gruppo del Dorado, un gruppo di galassie che per dimensioni si avvicina maggiormente ad un ammasso di galassie.
In tempi diversi, sono state scoperte cinque supernovae: SN 1983S di tipo II con picco di magnitudine di 14,5; SN 2001el di tipo Ia con picco di 14,5; SN 2003hn di tipo Ib con picco di 14,1; SN 2014df di tipo Ib con picco di 14, e SN 2021pit di tipo Ia, scoperta alla magnitudine 13,5.
Nel corso dell'analisi spettrale di SN 2001el, sono state individuate più di una dozzina di bande interstellari diffuse, bande dello spettro causate dall'assorbimento della luce da parte del mezzo interstellare. La materia che provoca tale assorbimento non è stata ancora chiaramente identificata, ma si pensa che siano in causa le grandi molecole a base di carbonio e gli idrocarburi policiclici aromatici. 
Anche osservando SN 2003hn è stata rilevata la presenza di queste bande che, tuttavia, risultavano significativamente più deboli. 
In poche occasioni le bande interstellari diffuse sono state osservate al di fuori della Via Lattea.

## Gruppo di NGC 1448
Secondo l'articolo di A.M. Garcia del 1993, NGC 1448 è la galassia più vasta e più brillante del Gruppo di NGC 1448, che comprende cinque galassie. Oltre a NGC 1448, le altre galassie del gruppo sono IC 1970, NGC 1411, PGC 13390 e PGC 13409.